# 仙樂溜冰場

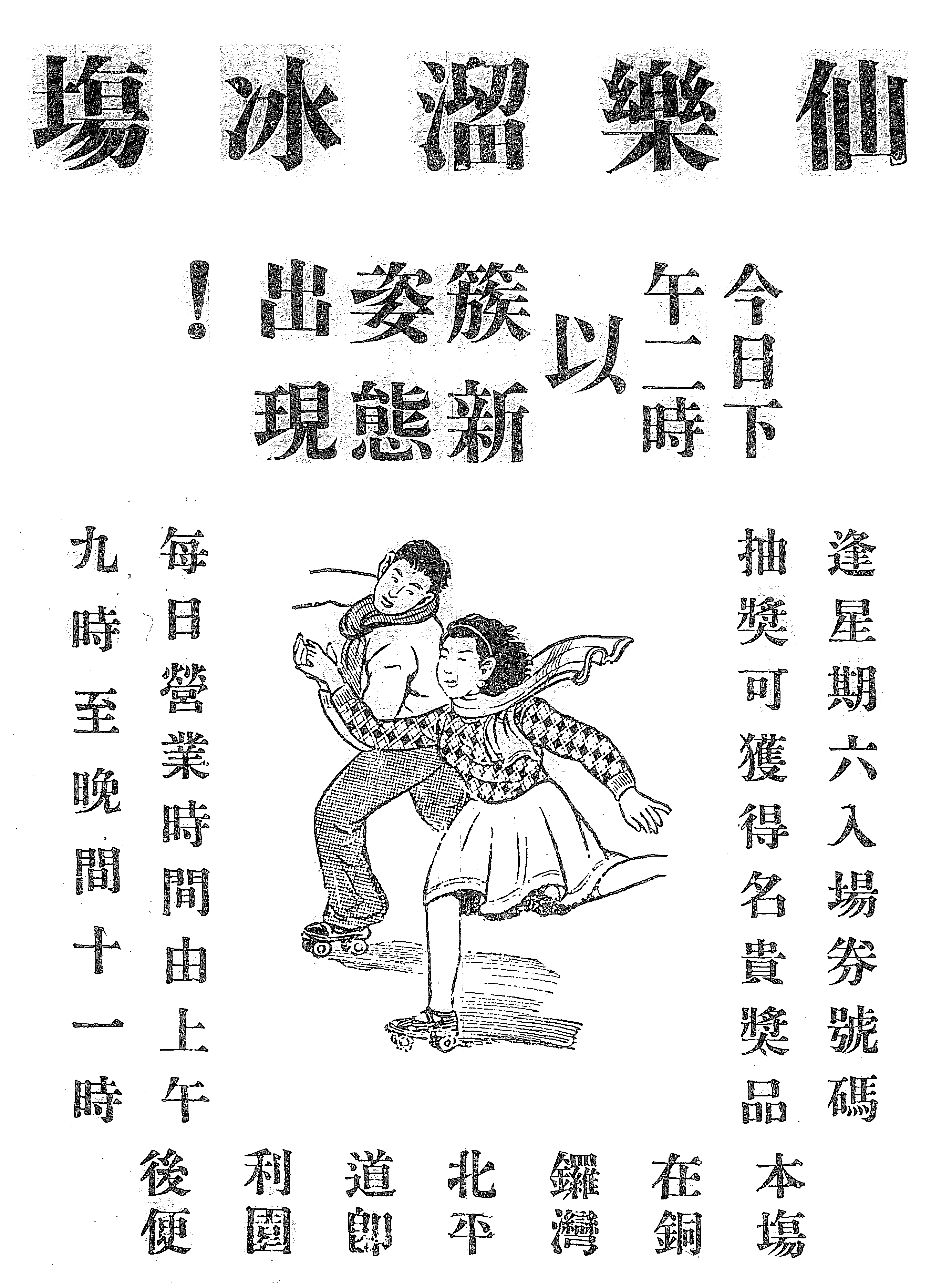
1941年11月15日（星期六），香港《中國晚報》刊登的「仙樂溜冰場」重新開放廣告

仙樂溜冰場（Sin Lok Roller Skating Rink）位於香港島銅鑼灣北平道（蘭芳道）（利園遊樂場的後面），曾經重新裝飾，在1941年11月15日（星期六）下午2時重新開放。每日早上9時至晚上11時營業，逢星期六舉行入場券號碼抽獎促銷活動。第二次世界大戰後，易名為『天樂溜冰場』（Tin Lok Roller Skating Rink）。

## 收費
1941年7月26日（星期六）開始生效，自攜雪屐每小時港幣一毫；租用雪屐每小時港幣兩毫。